# Harakovce
Harakovce és un poble i municipi d'Eslovàquia. Es troba a la regió de Prešov, al nord del país. La primera referència escrita de la vila data del 1272. El 2022 tenia 61 habitants.

## Demografia
| Godina             | 1994 | 2004   | 2014    | 2024   |
| ------------------ | ---- | ------ | ------- | ------ |
| Nombre de persones | 71   | 69     | 59      | 54     |
| Diferència         |      | −2,81% | −14,49% | −8,47% |

| Godina             | 2023 | 2024   |
| ------------------ | ---- | ------ |
| Nombre de persones | 56   | 54     |
| Diferència         |      | −3,57% |